# Museo Corning del Vidrio
El Museo Corning del Vidrio (en inglés Corning Museum of Glass), situado en Corning, Nueva York, está dedicado al arte, la historia y la ciencia del vidrio. Fue fundado en 1951 por Corning Glass Works y actualmente cuenta con una colección de más de 50 000 objetos de vidrio, algunos con más de 3500 años de antigüedad.

## Historia
Fundado en 1951 por Corning Glass Works (ahora Corning Incorporated) como un regalo a la nación por el centenario de la compañía, el Museo Corning del Vidrio es una organización sin ánimo de lucro dedicada a las artes y oficios que giran en torno a la producción del vidrio. Thomas S. Buechner, quien luego se convertiría en director del Museo Brooklyn, fue el director fundador del museo y ocupó el cargo de 1951 a 1960 y nuevamente de 1973 a 1980.

### Huracán e inundación
El museo y la biblioteca originales estaban ubicados en un edificio bajo con paredes de vidrio diseñado por Harrison & Abramovitz en 1951. En junio de 1972, se produjo un desastre cuando el huracán Agnes vació la lluvia de una semana en el valle del río Chemung circundante. El 23 de junio, el río Chemung se desbordó y vertió cinco pies y cuatro pulgadas de agua de inundación en el museo. Cuando las aguas retrocedieron, los miembros del personal encontraron objetos de vidrio caídos en sus estuches y cubiertos de barro, los libros de la biblioteca hinchados por el agua. La caja que contenía 600 libros raros se volcó y los libros quedaron cubiertos de barro y fragmentos de cristales. La mitad de toda la colección de la Biblioteca resultó dañada por la inundación. Según Martin y Edwards, 528 de los 13.000 objetos del museo sufrieron daños (1977, 11)
En ese momento, Buechner describió la inundación como "posiblemente la mayor catástrofe individual soportada por un museo estadounidense". La conservación fue una preocupación inmediata y el personal se movió rápidamente para congelar los materiales inundados. El personal del museo, bajo la dirección de Robert H. Brill, se enfrentó a la tremenda tarea de la restauración: cada objeto de vidrio tenía que limpiarse y restaurarse meticulosamente, mientras que el contenido de la biblioteca tenía que limpiarse y secarse página por página, diapositiva por diapositiva, incluso antes de ser evaluado para reencuadernación, restauración o reemplazo.
Durante los extensos esfuerzos de recuperación, la Biblioteca ocupó una tienda de comestibles Acme abandonada al otro lado de la calle del museo. En total, el personal y los voluntarios secaron, limpiaron y restauraron más de 7000 libros congelados y empapados de agua durante los siguientes dos años. Los libros raros fueron enviados a Carolyn Horton, una destacada experta en restauración, quien los desarmó, lavó, desacidificó y reencuadernó. 

### Nuevo edificio
El 1 de agosto de 1972, el museo reabrió sus puertas con trabajos de restauración aún en curso. Para 1978, el museo había superado su espacio. Gunnar Birkerts diseñó una un nuevo anexo, creando una serie fluida de galerías con la biblioteca en su centro, unidas al antiguo edificio a través de rampas con ventanas llenas de luz. Con el recuerdo del huracán de 1972 todavía en la memoria, las nuevas galerías se levantaron por encima de la línea de inundación sobre pilares de hormigón. El nuevo museo se abrió al público el 28 de mayo de 1980, exactamente 29 años después de su primera apertura.

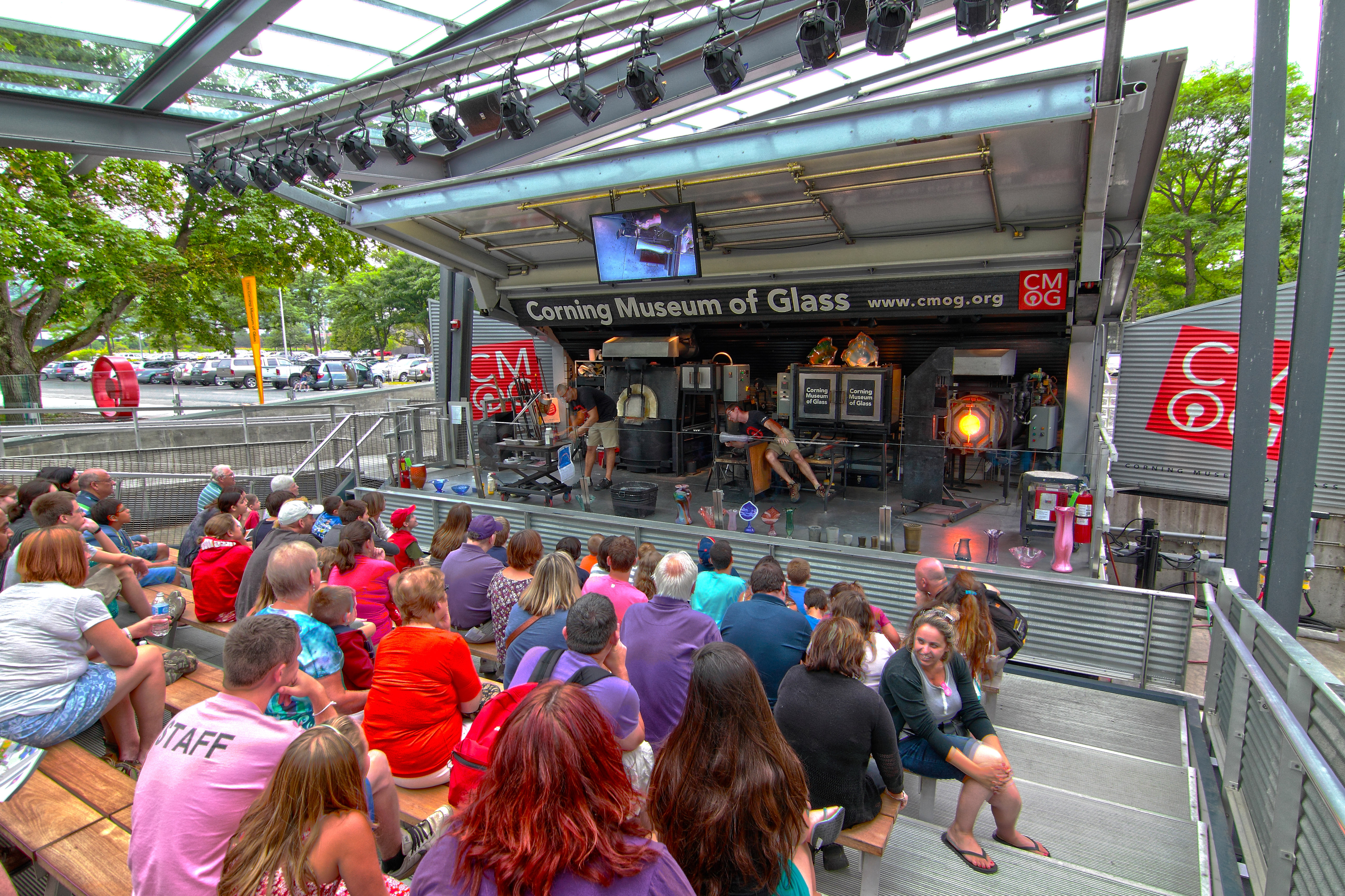
Fabricación en vivo de vidrio en The Studio.

A principios de la década de 1990, el Museo Corning del Vidrio estaba desbordando una vez más su espacio de exhibición, y el aumento de las visitas ejercía presión sobre las instalaciones para invitados. En 1996, el museo se embarcó en la primera fase de una transformación planificada de cinco años, para la cual invirtió 65 millones de dólares. Bajo la dirección de David Whitehouse, el primer elemento que se añadió fue The Studio. Este centro de enseñanza de última generación para soplado de vidrio y trabajo en frío abrió sus puertas en 1996.
Los arquitectos Smith-Miller + Hawkinson diseñaron una adición al edificio principal del museo, utilizando vidrio siempre que fue posible. La renovación se completó en 2001 e incluyó un nuevo centro de visitantes, la Galería de esculturas (ahora la Galería de vidrio contemporáneo), el escenario de demostración Hot Glass Show y un Centro de innovación práctico con exhibiciones diseñadas por Ralph Appelbaum Associates. Un GlassMarket rediseñado de 1700 m², una de las tiendas del museo más grandes del país, llenó todo el primer piso del museo. La biblioteca de Rakow se trasladó a nuevos locales en todo el campus del museo.
Durante la última década, la colección, los programas y el impacto global del museo han crecido significativamente. A principios de 2012, el museo anunció un proyecto de expansión de 64 millones de dólares, diseñado por Thomas Phifer, para expandir la galería contemporánea y el espacio Hot Glass Show. El Ala de Arte + Diseño Contemporáneo se inauguró el 20 de marzo de 2015.
En 2015, Karol Wight fue nombrada presidenta y directora ejecutiva del museo. También es curadora de vidrio antiguo e islámico en el museo.

## Galería

Exterior del edificio
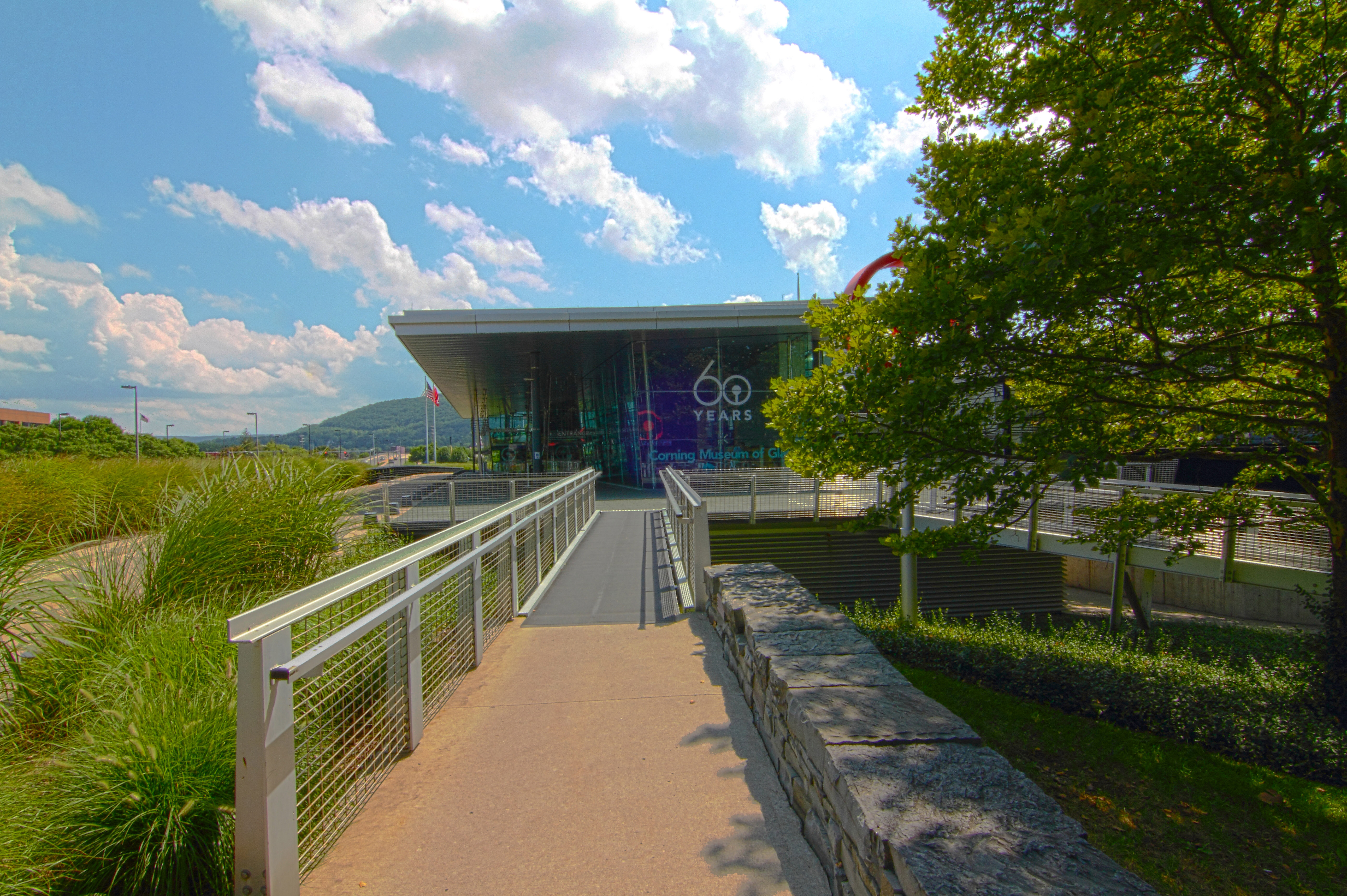
Entrada
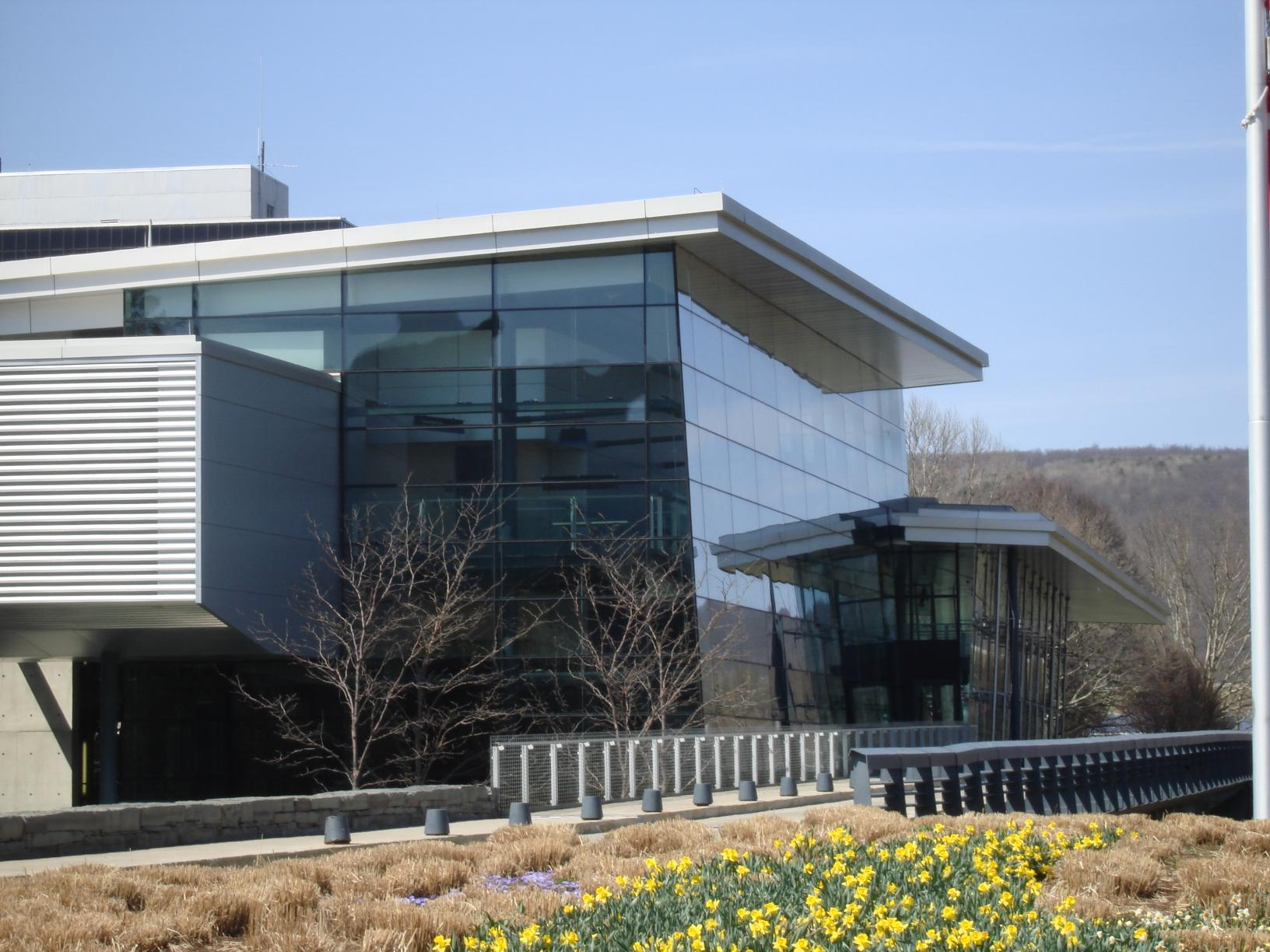
Vista lateral
Exterior

Objetos de la colección
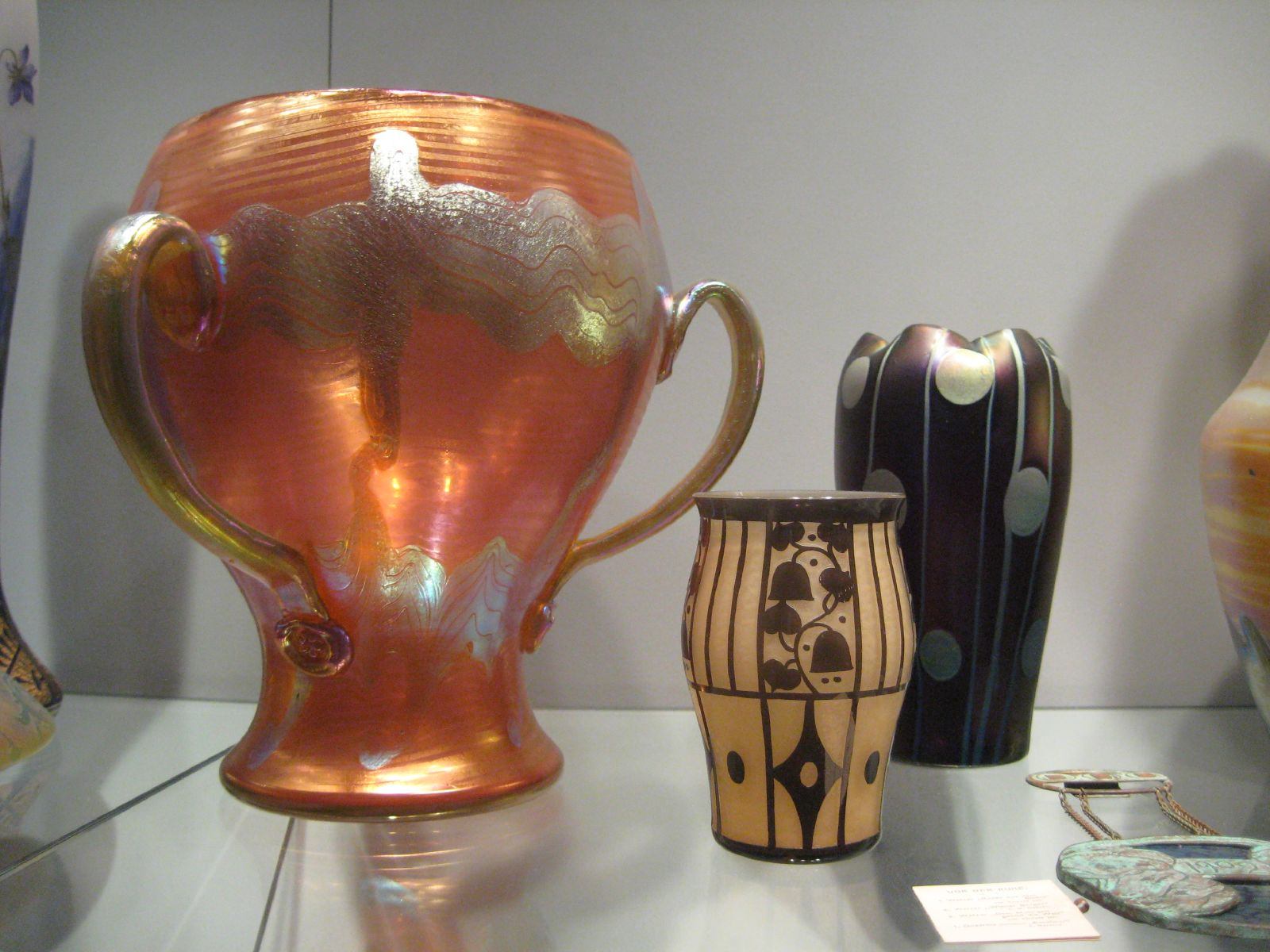
Objetos del museo
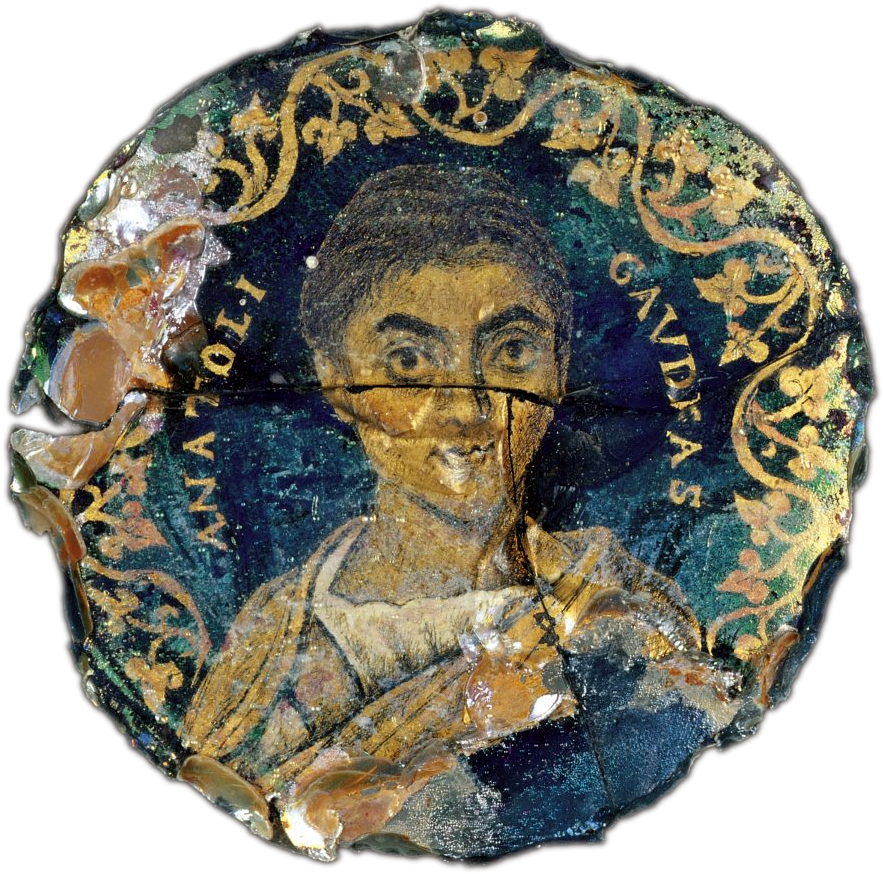
Retrado del siglo III
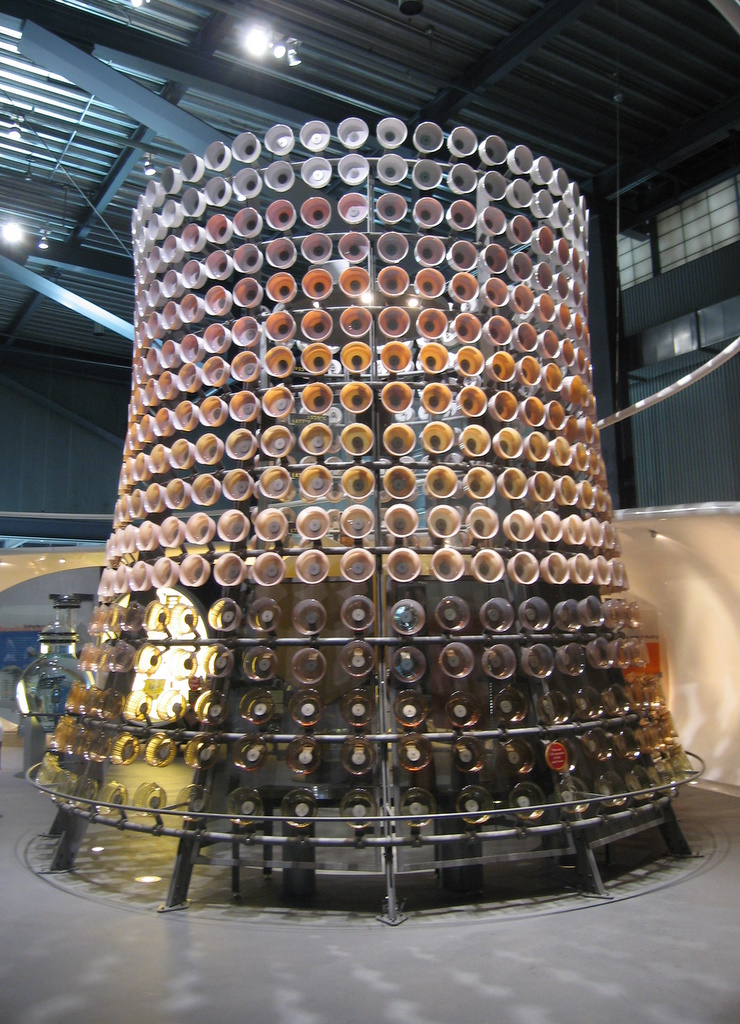
Torre de vidrio